# Dobra komplementarne
Dobra komplementarne – dobra, które wzajemnie się uzupełniają i są w związku z tym najczęściej konsumowane razem (np. komputer i oprogramowanie). 

## Opis
Wzrost popytu na jedno dobro komplementarne wywołuje wzrost popytu na drugie. Dla dóbr komplementarnych istnieje również odwrotna zależność pomiędzy zmianami ceny jednego z nich a popytem na drugie. Wzrost (spadek) ceny jednego dobra powoduje spadek (wzrost) popytu na drugie. Przykładem jest np. załamanie się rynku silników z dużymi pojemnościami podczas kryzysu paliwowego w USA, kiedy to cena benzyny drastycznie wzrosła. Wartość mieszanej elastyczności popytu na dobra komplementarne jest ujemna.
Dobra, dla których krzywe obojętności są załamane pod kątem prostym, to dobra doskonale komplementarne. 